# Centrolene heloderma
Centrolene heloderma es una especie  de anfibios de la familia Centrolenidae.

## Descripción
Rana pequeña, de 26 a 32 mm. Tegumento con gránulos o tubérculos redondeados muy notorios, siendo característico de esta especieSu ca- racterística principal como especie es la presencia tegumentaria de gránulos o tubérculos redondeados muy notorios. Los machos poseen la espina ante-humeral proyectada y la extremidad anterior del antebrazo con musculatura muy desarrollada. Coloración verde oscura con diminutos puntos blancos. Iris con pigmento de bronce pálido y una fina reticulación negra.

## Distribución geográfica
Habita entre 1900 y 2400 m s. n. m. en bosques montanos nublados de la vertiente occidental de la cordillera occidental de Colombia, en los departamentos de Cauca, Valle del Cauca y Risaralda, y al sur de los Valles Tandayapa y Saloya de la provincia de Pichincha en Ecuador. Únicamente hay registros en bosques primarios.

## Estado de conservación
Se encuentra en peligro de extinción por la pérdida y fragmentación de su hábitat natural. La disminución de humedad en el rango altitudinal en que habita la especie, a consecuencia del cambio climático, es una de las grandes amenazas de esta especie.